# Associació Olesa Ateneu
L'Associació Olesa Ateneu és una entitat cultural privada, de naturalesa associativa, sense ànim de lucre, del municipi d'Olesa de Montserrat. Es va crear l'any 2014 amb l'objectiu de promoure la cultura i facilitar les iniciatives culturals locals mitjançant exposicions, actuacions, conferències, cursos...des de l'àmbit dels ateneus.
Entre d'altres iniciatives, una de les més rellevants és la que des d' OlesaAteneu es va dur a terme el juliol del 2015. Es tracta de l'apadrinament d'un dels llibres que l'Ateneu Barcelonès tenia previst restaurar. El motiu d'aquest apadrinament és el fet que l'autor d'aquest llibre (un tractat de cirurgia del segle xvi) és Pere Bernat d'Olesa.
L'entitat Olesa Ateneu va ser guardonada amb el Premi a la Capacitat d'Innovació, dels Premis Ateneus 2015 i 2018
Un seguit d'artistes olesanes especialistes en diferents disciplines artístiques van participar en el primer Passeig de l'Art de la dona Olesana, una activitat en la que va col·laborar Olesa Ateneu dins dels actes commemoratius del Dia Internacional contra la Violència Masclista, el 25N de 2020.